# Tulasnella pacifica
Tulasnella pacifica é uma espécie de fungo pertencente à família Tulasnellaceae.